# 日本革命的共産主義者同盟革命的マルクス主義派（探究派）
日本革命的共産主義者同盟革命的マルクス主義派（探究派）（にほんかくめいてききょうさんしゅぎしゃどうめいかくめいてきマルクスしゅぎは（たんきゅうは）、略称：革共同革マル派（探究派）、通称：探究派）は、革共同系の日本の新左翼党派の一つ。
2019年に日本革命的共産主義者同盟革命的マルクス主義派（革マル派）より分裂して結成された。「反帝国主義・反スターリン主義」を掲げる。創立者は松代秀樹（北井信弘）。

## 概要
探究派は日本革命的共産主義者同盟革命的マルクス主義派（革マル派）の元政治組織局員の北井信弘（ペンネームは松代秀樹）が2019年に「新たな反スターリン主義組織の創造をめざして」として結成表明した。なお「探究」は革マル派創始者の黒田寛一が初期に参加した理論誌の名前である。
2020年7月より「探究派公式ブログ」を開始し「われわれは、腐敗し変質した革マル派現指導部を打倒し、革マル派組織を革命的に解体し止揚するために、2019年早春に、革共同革マル派（探究派）を結成した。」と記載した。
更に2020年11月に「綱領的立場」とする書籍「コロナ危機の超克 : 黒田寛一の実践論と組織創造論をわがものに」を出版し、収録された「革マル派の終焉」の中で、革マル派は執行部の中央官僚により「黒田教団」に変質したと批判し、革マル派からの探究派の分裂を「革共同第四次分裂」と呼んだ。（なお革共同第一次分裂は1958年の太田派の離脱、革共同第二次分裂は1959年の黒田・本多派の離脱、革共同第三次分裂は1963年の黒田派の離脱（革マル派の結成）を指す。）
これらに対して革マル派は2020年8月より機関紙「解放」で「反革命＝北井一味を粉砕せよ！」との連続キャンペーンを行い、探究派は「脱落者の集まり」で、「派」とも言えない「ミニミニグループ」だが、「反革命一味」と規定して「粉砕する」と批判した。探究派は探究派公式ブログでこのキャンペーンを批判し「この間の革命的分派闘争を基礎としてわれわれはついに革共同第四次分裂をかちとった」と記載した。

## 思想
探究派は、革マル派の創設者である黒田寛一の思想を再評価し、現指導部が黒田の思想を「教義化」し、組織を「黒田教団」に変質させたと批判している。具体的には、黒田寛一の業績を過度に神格化し、批判的な検討や発展的な議論を封じ込めることで、組織の硬直化を招いていると指摘している。
また、探究派は革マル派の中央指導部が、黒田寛一の思想を形式的に踏襲するだけで、現代の社会情勢や労働運動の変化に対応できていないと批判している。特に、労働運動や経済学の分野での理論的な深化が不足しており、組織の革新性が失われていると主張している。
これらの批判を踏まえ、探究派は革マル派の現指導部を打倒し、組織を革命的に解体・止揚することを目指している。そのために、黒田寛一の実践論と組織創造論を再評価し、現代の課題に適応した新たな反スターリン主義運動の再興を掲げている。
更に探究派の実質的指導者である北井信宏は晩年の黒田寛一の思想が日本ナショナリズムへの傾倒と変質を遂げているとして以下のような批判を展開している。
- 日本人論への傾斜：黒田は晩年に「日本人論」を展開し、日本民族の特性や文化を強調する傾向を示した。これは、国際主義を掲げてきた従来の立場からの逸脱であり、ナショナリズムへの傾斜として批判されている。
- ソ連崩壊後の思想的動揺：ソ連の崩壊を「暗黒の世紀への転換」と捉えた黒田は、世界情勢に対する悲観的な見解を強めた。この動揺が、ナショナリズムへの接近を促進したと指摘されている。
- 実践的立場の消失：黒田は晩年において、実践的な革命運動から距離を置き、理論的な探求に偏重するようになった。この姿勢の変化が、ナショナリズムへの偏向を助長したと批判されている。

これらの批判は、北井信弘が編著した『ナショナリズムの超克――晩年の黒田寛一はどうなってしまったのか』に詳述されている。
更にはロシア大統領プーチンによるウクライナへの軍事侵攻に対しても、現革マル派中央と探究派では
ウクライナ戦争をめぐる革マル派と探究派の論争の主な争点は、以下の通りである。
1. ゼレンスキー政権とウクライナ軍への評価
- 革マル派の立場：革マル派は、ゼレンスキー政権とウクライナ軍、郷土防衛隊、労働者階級が一体となってロシアの侵略軍に抵抗していることを賞賛している。また、ゼレンスキー政権が要求する「大量で急速な武器援助」に対し、米欧諸国が十分な支援を行っていないことを「国家エゴイズム」と非難している。
- 探究派の批判：探究派は、革マル派がゼレンスキー政権とウクライナ軍を支持し、NATOからの武器供与を求める姿勢を批判している。探究派は、これを「NATO支持派」と同様の態度であり、帝国主義を「抑圧された国々のための解放軍」に見せかけていると非難している。

2. 帝国主義勢力への態度
- 革マル派の立場：革マル派は、ウクライナへの不十分な武器援助を行う米欧の帝国主義国家権力者の態度を「国家エゴイズム」として非難している。彼らは、ウクライナの自衛のためにより積極的な支援が必要であると主張している。
- 探究派の批判：探究派は、革マル派が帝国主義勢力からの武器供与を支持する姿勢を問題視している。探究派は、帝国主義勢力を「抑圧された国々のための解放軍」に見せかけることは誤りであり、革マル派の立場はブルジョア民族主義への転落であると批判している。

以上のように、革マル派と探究派の論争は、ウクライナ戦争に対する評価や帝国主義勢力への態度において顕著な対立が見られる。